# Copa Venezuela 2015
La Copa Venezuela 2015 (conocida por motivos de patrocinio como Copa Venezuela Traki) fue la 42.ª edición del torneo de copa entre clubes de Venezuela, y en el cual participaron clubes de la Primera División y Segunda División. El torneo fue dirigido por la Federación Venezolana de Fútbol.
El ganador del torneo obtiene el primer cupo a la Copa Sudamericana 2016, de acuerdo con las bases de competencia establecidas por la Federación Venezolana de Fútbol; además de comenzar en la fase final (octavos de final).

## Equipos participantes
| Primera Fase                 | Primera Fase               | Primera Fase                  | Primera Fase           |
| ---------------------------- | -------------------------- | ----------------------------- | ---------------------- |
| Academia Puerto Cabello (2°) | Angostura Fútbol Club (2°) | Arroceros de Calabozo (2°)    | Atlético El Vigía (2°) |
| Gran Valencia (2°)           | Llaneros de Guanare (1°)   | Petroleros de Anzoátegui (2°) | Potros de Barinas (2°) |
| Portuguesa FC (1°)           | UCV FC (2°)                | Ureña SC (1°)                 | Yaracuyanos FC (2°)    |
| REDI Colón (2°)              | Deportivo JBL (2°)         |                               |                        |
| Segunda Fase                 |                            |                               |                        |
| Aragua FC (1°)               | Diamantes de Guayana (2°)  | Atlético Venezuela (1°)       | Carabobo FC (1°)       |
| Mineros de Guayana (1°)      | Margarita FC (2°)          | Deportivo Lara (1°)           | Petare FC (1°)         |
| Monagas SC (2°)              | Estudiantes de Mérida (1°) | Estudiantes de Caracas (1°)   | Caracas FC (1°)        |
| Unión Atlético Falcón (2°)   | Metropolitanos FC (1°)     | Deportivo Anzoátegui (1°)     | Policía de Lara (2°)   |
| Atlético Socopó (2°)         | Zamora FC (1°)             | Zulia FC (1°)                 | Trujillanos FC (1°)    |
| Tucanes de Amazonas (1°)     |                            |                               |                        |
| Fase Final                   |                            |                               |                        |
| Deportivo La Guaira (1°)     | Deportivo La Guaira (1°)   | Deportivo Táchira (1°)        | Deportivo Táchira (1°) |

## Distribución
|                           | Equipos que entran en esta fase |
| ------------------------- | --- |
| Fase Previa (14 equipos)  | - 11 equipos de Segunda División clasificados del Torneo de Promoción y Permanencia (que no sean equipos filiales). - Campeón de Segunda División. - Últimos 2 Posicionados de Primera División. |
| Primera Fase (28 equipos) | - 14 equipos de Primera División, exceptuando el Campeón Nacional, el Campeón vigente de la Copa y Los 2 Peores Posicionados. - 7 equipos de Segunda División provenientes del Torneo de Ascenso, y que no sean equipos filiales. - 7 equipos de la Primera Fase, ganadores de sus respectivas llaves. |
| Fase Final (16 equipos)   | - El Deportivo La Guaira, accede a la tercera fase como defensor del título - El Deportivo Táchira, accede a la tercera fase por ser el campeón nacional. - 14 equipos de la Segunda fase, ganadores de sus respectivas llaves.                                                                        |

## Primera Fase
La Fase Previa se jugará a partidos de ida y vuelta, con la participación de 14 conjuntos de segunda división y Primera División emparejados en siete llaves, de acuerdo a su proximidad geográfica.

### Grupo Occidental
| Equipo local            | Resultado | Equipo visitante    | Ida | Vuelta |
| ----------------------- | --------- | ------------------- | --- | ------ |
| Potros de Barinas       | 2-2 (v)   | Llaneros de Guanare | 1-2 | 1-0    |
| Gran Valencia           | 1-2       | Portuguesa FC       | 1-0 | 0-2    |
| Academia Puerto Cabello | (v) 3-3   | Yaracuyanos FC      | 1-1 | 2-2    |
| REDI Colón              | 3-3 (v)   | Deportivo JBL       | 3-1 | 0-2    |
| Atlético El Vigía       | 2-4       | Ureña SC            | 1-2 | 1-2    |

### Grupo Oriental
| Equipo local | Resultado  | Equipo visitante         | Ida | Vuelta |
| ------------ | ---------- | ------------------------ | --- | ------ |
| Angostura FC | 1-6        | Petroleros de Anzoátegui | 1-2 | 0-4    |
| UCV FC       | 1-1 (2-4)P | Arroceros de Calabozo    | 1-0 | 0-1    |

## Segunda Fase
En la segunda fase de la Copa Venezuela participan 28 equipos de los cuales 14 son provenientes de Primera División, 7 equipos del Serie de Ascenso 2015 y los otros 7 equipos son los ganadores provenientes de la fase anterior. Los partidos de ida se disputarán el miércoles 5 de agosto y los partidos de vuelta el miércoles 12 de agosto con la excepción de la llave Zamora FC y Atlético Socopó que se adelantó para una semana antes, disputándose los partidos para el día 29 de julio y 5 de agosto.

### Grupo Occidental
| Equipo local            | Resultado     | Equipo visitante      | Ida | Vuelta |
| ----------------------- | ------------- | --------------------- | --- | ------ |
| Policía de Lara         | 1-2           | Llaneros de Guanare   | 1-1 | 0-1    |
| Ureña SC                | 0-6           | Trujillanos           | 0-3 | 0-3    |
| UA Falcón               | 2-2 (v)       | Zulia FC              | 0-1 | 2-1    |
| Zamora                  | 3-1           | Atlético Socopó       | 3-1 | 0-0    |
| Portuguesa FC           | 0-1           | Deportivo Lara        | 0-1 | 0-0    |
| Academia Puerto Cabello | 4-4 (2-4) (p) | Carabobo FC           | 3-1 | 1-3    |
| Deportivo JBL           | 1-2           | Estudiantes de Mérida | 1-1 | 0-1    |

### Grupo Oriental
| Equipo local             | Resultado | Equipo visitante     | Ida | Vuelta |
| ------------------------ | --------- | -------------------- | --- | ------ |
| Monagas SC               | 5-3       | Metropolitanos       | 3-1 | 2-2    |
| Petroleros de Anzoátegui | 1-6       | Caracas              | 1-3 | 0-3    |
| Margarita FC             | 0-5       | Deportivo Anzoátegui | 0-3 | 0-2    |
| Diamantes de Guayana     | 0-5       | Mineros de Guayana   | 0-1 | 0-4    |
| Petare FC                | 0-2       | Aragua               | 0-0 | 0-2    |
| Arroceros de Calabozo    | 0-2       | Tucanes de Amazonas  | 0-0 | 0-2    |
| Estudiantes de Caracas   | 1-2       | Atlético Venezuela   | 0-0 | 1-2    |

## Fase Final
La fase final consistirá en cuatro rondas eliminatorias a doble partido. El local en la ida se encuentra en la línea de arriba, el local en la vuelta está en la línea de abajo.
Las 4 primeras series corresponden al grupo occidental mientras que las 4 últimas al grupo oriental.
|  | Octavos de final                | Octavos de final                | Octavos de final                |                      |   | Cuartos de final     | Cuartos de final     | Cuartos de final     |  |  | Semifinales                     | Semifinales                     | Semifinales                     |  |  | Final              | Final              | Final              |
|  | 19 de agosto al 2 de septiembre | 19 de agosto al 2 de septiembre | 19 de agosto al 2 de septiembre |                      |   | 9 y 17 de septiembre | 9 y 17 de septiembre | 9 y 17 de septiembre |  |  | 23 de septiembre y 7 de octubre | 23 de septiembre y 7 de octubre | 23 de septiembre y 7 de octubre |  |  | 21 y 28 de octubre | 21 y 28 de octubre | 21 y 28 de octubre |
|  |                                 |                                 |                                 |                      |   |                      |                      |                      |  |  |                                 |                                 |                                 |  |  |                    |                    |                    |
|  |                                 |                                 |                                 |                      |   |                      |                      |                      |  |  |                                 |                                 |                                 |  |  |                    |                    |                    |
|  |                                 |                                 |                                 |                      |   |                      |                      |                      |  |  |                                 |                                 |                                 |  |  |                    |                    |                    |
|  | Deportivo Lara                  | 1                               | 3                               |                      |   |                      |                      |                      |  |  |                                 |                                 |                                 |  |  |                    |                    |                    |
|  | Deportivo Lara                  | 1                               | 3                               |                      |   |                      |                      |                      |  |  |                                 |                                 |                                 |  |  |                    |                    |                    |
|  | Trujillanos                     | 2                               | 2                               |                      |   |                      |                      |                      |  |  |                                 |                                 |                                 |  |  |                    |                    |                    |
|  | Trujillanos                     | 2                               | 2                               | Deportivo Lara       | 1 | 2                    |                      |                      |  |  |                                 |                                 |                                 |  |  |                    |                    |                    |
|  |                                 |                                 |                                 |                      | 1 | 2                    |                      |                      |  |  |                                 |                                 |                                 |  |  |                    |                    |                    |
|  |                                 | Estudiantes de Mérida           | 0                               | 1                    |   |                      |                      |                      |  |  |                                 |                                 |                                 |  |  |                    |                    |                    |
|  | Estudiantes de Mérida           | Estudiantes de Mérida           | 0                               | 1                    | 1 | 3                    |                      |                      |  |  |                                 |                                 |                                 |  |  |                    |                    |                    |
|  | Estudiantes de Mérida           |                                 |                                 |                      | 1 | 3                    |                      |                      |  |  |                                 |                                 |                                 |  |  |                    |                    |                    |
|  | Deportivo Táchira               | 2                               | 1                               |                      |   |                      |                      |                      |  |  |                                 |                                 |                                 |  |  |                    |                    |                    |
|  | Deportivo Táchira               | 2                               | 1                               | Deportivo Lara       | 5 | 2                    |                      |                      |  |  |                                 |                                 |                                 |  |  |                    |                    |                    |
|  |                                 |                                 |                                 |                      | 5 | 2                    |                      |                      |  |  |                                 |                                 |                                 |  |  |                    |                    |                    |
|  |                                 | Carabobo FC                     | 6                               | 1                    |   |                      |                      |                      |  |  |                                 |                                 |                                 |  |  |                    |                    |                    |
|  | Carabobo FC                     | Carabobo FC                     | 6                               | 1                    | 4 | 1                    |                      |                      |  |  |                                 |                                 |                                 |  |  |                    |                    |                    |
|  | Carabobo FC                     |                                 |                                 |                      | 4 | 1                    |                      |                      |  |  |                                 |                                 |                                 |  |  |                    |                    |                    |
|  | Llaneros de Guanare             | 1                               | 0                               |                      |   |                      |                      |                      |  |  |                                 |                                 |                                 |  |  |                    |                    |                    |
|  | Llaneros de Guanare             | 1                               | 0                               | Zamora FC            | 1 | 1                    |                      |                      |  |  |                                 |                                 |                                 |  |  |                    |                    |                    |
|  |                                 |                                 |                                 |                      | 1 | 1                    |                      |                      |  |  |                                 |                                 |                                 |  |  |                    |                    |                    |
|  |                                 | Carabobo FC                     | 1                               | 2                    |   |                      |                      |                      |  |  |                                 |                                 |                                 |  |  |                    |                    |                    |
|  | Zamora FC                       | Carabobo FC                     | 1                               | 2                    | 2 | 0                    |                      |                      |  |  |                                 |                                 |                                 |  |  |                    |                    |                    |
|  | Zamora FC                       |                                 |                                 |                      | 2 | 0                    |                      |                      |  |  |                                 |                                 |                                 |  |  |                    |                    |                    |
|  | UA Falcón                       | 1                               | 0                               |                      |   |                      |                      |                      |  |  |                                 |                                 |                                 |  |  |                    |                    |                    |
|  | UA Falcón                       | 1                               | 0                               | Deportivo Lara       | 0 | 0                    |                      |                      |  |  |                                 |                                 |                                 |  |  |                    |                    |                    |
|  |                                 |                                 |                                 |                      | 0 | 0                    |                      |                      |  |  |                                 |                                 |                                 |  |  |                    |                    |                    |
|  |                                 | Deportivo La Guaira             | 0                               | 1                    |   |                      |                      |                      |  |  |                                 |                                 |                                 |  |  |                    |                    |                    |
|  | Aragua FC                       | Deportivo La Guaira             | 0                               | 1                    | 0 | 1                    |                      |                      |  |  |                                 |                                 |                                 |  |  |                    |                    |                    |
|  | Aragua FC                       |                                 |                                 |                      | 0 | 1                    |                      |                      |  |  |                                 |                                 |                                 |  |  |                    |                    |                    |
|  | Caracas FC                      | 1                               | 1                               |                      |   |                      |                      |                      |  |  |                                 |                                 |                                 |  |  |                    |                    |                    |
|  | Caracas FC                      | 1                               | 1                               | Caracas FC           | 1 | 1                    |                      |                      |  |  |                                 |                                 |                                 |  |  |                    |                    |                    |
|  |                                 |                                 |                                 |                      | 1 | 1                    |                      |                      |  |  |                                 |                                 |                                 |  |  |                    |                    |                    |
|  |                                 | Deportivo La Guaira             | 2                               | 2                    |   |                      |                      |                      |  |  |                                 |                                 |                                 |  |  |                    |                    |                    |
|  | Atlético Venezuela              | Deportivo La Guaira             | 2                               | 2                    | 1 | 0                    |                      |                      |  |  |                                 |                                 |                                 |  |  |                    |                    |                    |
|  | Atlético Venezuela              |                                 |                                 |                      | 1 | 0                    |                      |                      |  |  |                                 |                                 |                                 |  |  |                    |                    |                    |
|  | Deportivo La Guaira             | 1                               | 1                               |                      |   |                      |                      |                      |  |  |                                 |                                 |                                 |  |  |                    |                    |                    |
|  | Deportivo La Guaira             | 1                               | 1                               | Deportivo La Guaira  | 0 | 5                    |                      |                      |  |  |                                 |                                 |                                 |  |  |                    |                    |                    |
|  |                                 |                                 |                                 |                      | 0 | 5                    |                      |                      |  |  |                                 |                                 |                                 |  |  |                    |                    |                    |
|  |                                 | Tucanes de Amazonas             | 0                               | 0                    |   |                      |                      |                      |  |  |                                 |                                 |                                 |  |  |                    |                    |                    |
|  | Tucanes de Amazonas             | Tucanes de Amazonas             | 0                               | 0                    | 1 | 1                    |                      |                      |  |  |                                 |                                 |                                 |  |  |                    |                    |                    |
|  | Tucanes de Amazonas             |                                 |                                 |                      | 1 | 1                    |                      |                      |  |  |                                 |                                 |                                 |  |  |                    |                    |                    |
|  | Monagas SC                      | 0                               | 2                               |                      |   |                      |                      |                      |  |  |                                 |                                 |                                 |  |  |                    |                    |                    |
|  | Monagas SC                      | 0                               | 2                               | Deportivo Anzoátegui | 2 | 1                    |                      |                      |  |  |                                 |                                 |                                 |  |  |                    |                    |                    |
|  |                                 |                                 |                                 |                      | 2 | 1                    |                      |                      |  |  |                                 |                                 |                                 |  |  |                    |                    |                    |
|  |                                 | Tucanes de Amazonas             | 2                               | 1                    |   |                      |                      |                      |  |  |                                 |                                 |                                 |  |  |                    |                    |                    |
|  | Mineros de Guayana              | Tucanes de Amazonas             | 2                               | 1                    | 1 | 0                    |                      |                      |  |  |                                 |                                 |                                 |  |  |                    |                    |                    |
|  | Mineros de Guayana              |                                 |                                 |                      | 1 | 0                    |                      |                      |  |  |                                 |                                 |                                 |  |  |                    |                    |                    |
|  | Deportivo Anzoátegui            | 2                               | 2                               |                      |   |                      |                      |                      |  |  |                                 |                                 |                                 |  |  |                    |                    |                    |

### Octavos de final
| 19 de agosto de 2015 | Estudiantes de Mérida  | 1:2 (0:1) | Deportivo Táchira                   | Metropolitano de Mérida, Mérida                             |                                                             |
|                      | César Alzáte 90+1' (p) | Reporte   | César González 21' · José Reyes 58' | Asistencia: 5.773 espectadores Árbitro(s): Jesús Valenzuela | Asistencia: 5.773 espectadores Árbitro(s): Jesús Valenzuela |

| 26 de agosto de 2015 | Deportivo Táchira | 1:3 (0:2) | Estudiantes de Mérida                                     | Polideportivo Pueblo Nuevo, San Cristóbal             |                                                       |
|                      | Wilker Ángel 90'  |           | César Alzáte 9' · Gilber Guerra 34' · Christian Rivas 85' | Asistencia: 3.119 espectadores Árbitro(s): Jean Gómez | Asistencia: 3.119 espectadores Árbitro(s): Jean Gómez |

| 26 de agosto de 2015 | Carabobo                                                                           | 4:1 (3:0) | Llaneros de Guanare | Polideportivo Misael Delgado, Valencia                |                                                       |
|                      | Carlos Suárez 31' · Eduardo Bello 53' · Aquiles Ocanto 65' (p) · Eduardo Bello 80' |           | José Peraza 57'     | Asistencia: 773 espectadores Árbitro(s): Mayker Gómez | Asistencia: 773 espectadores Árbitro(s): Mayker Gómez |

| 2 de septiembre de 2015 | Llaneros de Guanare | 0:1 (0:1) | Carabobo           | Estadio Rafael Calles Pinto, Guanare                   |                                                        |
|                         |                     |           | Nestor Bareiro 43' | Asistencia: 573 espectadores Árbitro(s): Ángel Arteaga | Asistencia: 573 espectadores Árbitro(s): Ángel Arteaga |

| 19 de agosto de 2015 | Deportivo Lara      | 1:2 (0:2) | Trujillanos            | Estadio Metropolitano de Cabudare, Cabudare               |                                                           |
|                      | Jacobo Kouffaty 48' | Reporte   | Gustavo Britos 35' 38' | Asistencia: 668 espectadores Árbitro(s): Marlon Escalante | Asistencia: 668 espectadores Árbitro(s): Marlon Escalante |

| 26 de agosto de 2015 | Trujillanos                              | 2:3 (1:0) | Deportivo Lara                                               | Estadio Rafael Calles Pinto, Guanare                        |                                                             |
|                      | Gustavo Britos 39' · Manuel Granados 87' |           | Antonioni González 17' · Arabo Bakary 56' · Darwin Gómez 74' | Asistencia: 255 espectadores Árbitro(s): Orlando Bracamonte | Asistencia: 255 espectadores Árbitro(s): Orlando Bracamonte |

| 26 de agosto de 2015 | Zamora                                | 2:1 (1:0) | UA Falcón              | Estadio Agustín Tovar, Barinas                          |                                                         |
|                      | Leandro Vargas 41' · Johan Moreno 85' |           | Joel Infante 90+3' (p) | Asistencia: 1.727 espectadores Árbitro(s): Yimmy García | Asistencia: 1.727 espectadores Árbitro(s): Yimmy García |

| 2 de septiembre de 2015 | UA Falcón | 0:0 (0:0) | Zamora | Estadio Otto Rafael Bueno, Coro                           |  |
|                         |           |           |        | Asistencia: 1.740 espectadores Árbitro(s): Deiner Vásquez |  |

| 19 de agosto de 2015 | Atlético Venezuela | 1:1 (1:1) | Deportivo La Guaira  | Estadio Brigido Iriarte, Caracas                      |                                                       |
|                      | Ángel Osorio 28'   | Reporte   | Ándres Maldonado 36' | Asistencia: 498 espectadores Árbitro(s): Ramón Ortega | Asistencia: 498 espectadores Árbitro(s): Ramón Ortega |

| 26 de agosto de 2015 | Deportivo La Guaira | 1:0 (1:0) | Atlético Venezuela | Estadio Olímpico de la UCV, Caracas                      |                                                          |
|                      | Darwin González 8'  |           |                    | Asistencia: 549 espectadores Árbitro(s): Randy Torrealba | Asistencia: 549 espectadores Árbitro(s): Randy Torrealba |

| 19 de agosto de 2015 | Tucanes de Amazonas | 1:0 (0:0) | Monagas SC | Estadio José Antonio Páez, Puerto Ayacucho              |                                                         |
|                      | Carlos González 51' | Reporte   |            | Asistencia: 639 espectadores Árbitro(s): Luis Solorzano | Asistencia: 639 espectadores Árbitro(s): Luis Solorzano |

| 26 de agosto de 2015 | Monagas SC                            | 2:1 (1:0) | Tucanes de Amazonas  | Estadio Alexander Bottini, Maturín                      |                                                         |
|                      | Elioscar Lizardo 7' · Luis Anesse 43' |           | Anthony Graterol 61' | Asistencia: 1.220 espectadores Árbitro(s): José Márquez | Asistencia: 1.220 espectadores Árbitro(s): José Márquez |

| 19 de agosto de 2015 | Aragua FC | 0:1 (0:1) | Caracas FC      | Estadio Hermanos Ghersi, Maracay                          |                                                           |
|                      |           | Reporte   | Diomar Díaz 42' | Asistencia: 4.378 espectadores Árbitro(s): Alexis Herrera | Asistencia: 4.378 espectadores Árbitro(s): Alexis Herrera |

| 26 de agosto de 2015 | Caracas FC         | 1:1 (0:0) | Aragua FC           | Estadio Olímpico de la UCV, Caracas                      |                                                          |
|                      | Rubert Quijada 49' |           | Ángel Chourio 71' p | Asistencia: 4.022 espectadores Árbitro(s): Ángel Arteaga | Asistencia: 4.022 espectadores Árbitro(s): Ángel Arteaga |

| 26 de agosto de 2015 | Mineros de Guayana | 1:2 (1:1) | Deportivo Anzoátegui  | CTE Cachamay, Ciudad Guayana                               |                                                            |
|                      | Ángelo Peña 4'     |           | Luis Castillo 21' 52' | Asistencia: 5.218 espectadores Árbitro(s): Francisco López | Asistencia: 5.218 espectadores Árbitro(s): Francisco López |

| 2 de septiembre de 2015 | Deportivo Anzoátegui                    | 2:0 (0:0) | Mineros de Guayana | Estadio José Antonio Anzoátegui, Puerto La Cruz           |                                                           |
|                         | Luis Del Pino 54' · Luis Castillo 90+3' |           |                    | Asistencia: 5.501 espectadores Árbitro(s): Alexis Herrera | Asistencia: 5.501 espectadores Árbitro(s): Alexis Herrera |

### Cuartos de final
| 9 de septiembre de 2015 | Deportivo Lara      | 1:0 (0:0) | Estudiantes de Mérida | Estadio Metropolitano de Cabudare, Cabudare             |                                                         |
|                         | Jesús Hernández 60' | Reporte   |                       | Asistencia: 879 espectadores Árbitro(s): José Luis Hoyo | Asistencia: 879 espectadores Árbitro(s): José Luis Hoyo |

| 16 de septiembre de 2015 | Estudiantes de Mérida | 1:2 (1:0) | Deportivo Lara                           | Estadio Metropolitano de Mérida, Mérida                |                                                        |
|                          | Over García 27'       | Reporte   | Jacobo Koufatti 57' P · Darwin Gómez 71' | Asistencia: 1.775 espectadores Árbitro(s): José Argote | Asistencia: 1.775 espectadores Árbitro(s): José Argote |

| 9 de septiembre de 2015 | Zamora             | 1:1 (1:1) | Carabobo              | Estadio Agustín Tovar, Barinas                              |                                                             |
|                         | Ricardo Clarke 43' | Reporte   | Edgar Jiménez 38' (P) | Asistencia: 2.605 espectadores Árbitro(s): Marlon Escalante | Asistencia: 2.605 espectadores Árbitro(s): Marlon Escalante |

| 16 de septiembre de 2015 | Carabobo               | 2:1 (1:0) | Zamora             | Polideportivo Misael Delgado, Valencia               |                                                      |
|                          | Néstor Bareiro 44' 80' | Reporte   | Leandro Vargas 51' | Asistencia: 1.808 espectadores Árbitro(s): José Soto | Asistencia: 1.808 espectadores Árbitro(s): José Soto |

| 9 de septiembre de 2015 | Caracas           | 1:2 (1:1) | Deportivo La Guaira                        | Estadio Olímpico de la UCV, Caracas                         |                                                             |
|                         | Armando Maita 29' | Reporte   | Edgar Pérez Greco 44' · Fredys Arrieta 88' | Asistencia: 4.707 espectadores Árbitro(s): Jesús Valenzuela | Asistencia: 4.707 espectadores Árbitro(s): Jesús Valenzuela |

| 23 de septiembre de 2015 | Deportivo La Guaira                               | 2:1 (1:0) | Caracas FC                | Estadio Olímpico de la UCV, Caracas |                            |
|                          | Jorge I González 14' (P) · Matías Manzano 90' (P) |           | Miguel Mea Vitali 62' (P) | Árbitro(s): Adrián Cabello          | Árbitro(s): Adrián Cabello |

| 9 de septiembre de 2015 | Deportivo Anzoátegui                  | 2:2 (1:1) | Tucanes de Amazonas                      | Estadio José Antonio Anzoátegui, Puerto La Cruz           |                                                           |
|                         | Luis Castillo 30' · Charlis Ortíz 76' | Reporte   | Kleudes García 42' · Carlos González 63' | Asistencia: 5.831 espectadores Árbitro(s): Adrián Cabello | Asistencia: 5.831 espectadores Árbitro(s): Adrián Cabello |

| 16 de septiembre de 2015 | Tucanes de Amazonas | 1:1 (0:1) | Deportivo Anzoátegui | Estadio Antonio José de Sucre, Puerto Ayacucho            |                                                           |
|                          | Eliecer Mina 90'    | Reporte   | Greogory Araque 40'  | Asistencia: 933 espectadores Árbitro(s): Marlon Escalante | Asistencia: 933 espectadores Árbitro(s): Marlon Escalante |

### Semifinal
| 23 de septiembre de 2015 | Carabobo | 6:5 (1:1) | Deportivo Lara                                                                    | Polideportivo Misael Delgado, Valencia                  |                                                         |
|                          | Aquiles Ocanto 45+3' 83' · Edgar Jiménez 51' · Henri Pernía 57' (a.g.) · Eduard Bello 65' · José Ramón Reyes 90+2' |           | Jacobo Kouffaty 45' (pen.) 66' · Jesús Hernández 47' 69' · Aristóteles Romero 75' | Asistencia: 3.592 espectadores Árbitro(s): Mayker Gómez | Asistencia: 3.592 espectadores Árbitro(s): Mayker Gómez |

| 1 de octubre de 2015 | Tucanes de Amazonas | 0:0 | Deportivo La Guaira | Estadio Antonio José de Sucre, Puerto Ayacucho |  |
|                      |                     |     |                     | Árbitro(s): Angel Arteaga                      |  |

| 30 de septiembre de 2015 | Deportivo Lara | 2:1 | Carabobo | Estadio Metropolitano de Cabudare, Cabudare               |  |
|                          |                |     |          | Asistencia: 4.967 espectadores Árbitro(s): Adrian Cabello |  |

| 7 de octubre de 2015 | Deportivo La Guaira | 5:0 (3:0) | Tucanes de Amazonas | Estadio Olímpico de la UCV, Caracas |  |

## Final
La final de la Copa Venezuela 2015 del fútbol nacional se jugará con el formato de ida y vuelta.Contara con transmisión televisiva de Meridiano TV , TeleAragua y TVR.

### Ida
| 12    | Guardameta     | Eduardo Herrera    |     |
| 28    | Defensa        | Carlos Rivero      |     |
| 31    | Defensa        | Jorge Gómez        |     |
| 6     | Defensa        | Leonardo Falcón    |     |
| 25    | Defensa        | Daniel Carrillo    |     |
| 5     | Centrocampista | Antonioni González | 73' |
| 24    | Centrocampista | Homero Calderón    | 57' |
| 7     | Centrocampista | César González     |     |
| 23    | Centrocampista | José Caraballo     |     |
| 16    | Delantero      | Jesús Hernández    |     |
| 21    | Delantero      | Aníbal Rosales     | 50' |
| D. T. | D. T.          | Rafael Dudamel     |     |

| 25    | Guardameta     | Luis Rojas         |     |
| 26    | Defensa        | Victor Rivero      |     |
| 4     | Defensa        | Daniel Benítez     |     |
| 5     | Defensa        | Jorge González     |     |
| 14    | Defensa        | Óscar González     |     |
| 6     | Centrocampista | Arquímedes Figuera |     |
| 16    | Centrocampista | Vicente Suanno     | 46' |
| 8     | Centrocampista | Javier García      | 69' |
| 21    | Centrocampista | Edgar Pérez Greco  | 57' |
| 10    | Delantero      | Gustavo Rojas      |     |
| 18    | Delantero      | Fredys Arrieta     |     |
| D. T. | D. T.          | Leonardo González  |     |

| 10 | Centrocampista | Jacobo Kouffaty | 50' |
| 27 | Defensa        | Luís Colmenárez | 57' |
| 20 | Defensa        | Darwin Gómez    | 73' |

| 23 | Delantero      | Matías Manzano  | 46' |
| 2  | Defensa        | Jhon Chacón     | 57' |
| 17 | Centrocampista | Óscar Hernández | 69' |

| 34' · 89' | Antonioni González Jesús Hernández |

| 18' · 63' · 86' | Oscar González Javier García Gustavo Rojas |

| 50' | Oscar González |

| Principal  | José Argote        |
| Asistentes | Carlos López       |
|            | Elbis Gómez        |
| Cuarto     | Orlando Bracamonte |
| Quinto     | Mervi Chacón       |

| 12    | Guardameta     | Eduardo Herrera    |     |
| 28    | Defensa        | Carlos Rivero      |     |
| 31    | Defensa        | Jorge Gómez        |     |
| 6     | Defensa        | Leonardo Falcón    |     |
| 25    | Defensa        | Daniel Carrillo    |     |
| 5     | Centrocampista | Antonioni González | 73' |
| 24    | Centrocampista | Homero Calderón    | 57' |
| 7     | Centrocampista | César González     |     |
| 23    | Centrocampista | José Caraballo     |     |
| 16    | Delantero      | Jesús Hernández    |     |
| 21    | Delantero      | Aníbal Rosales     | 50' |
| D. T. | D. T.          | Rafael Dudamel     |     |

| 25    | Guardameta     | Luis Rojas         |     |
| 26    | Defensa        | Victor Rivero      |     |
| 4     | Defensa        | Daniel Benítez     |     |
| 5     | Defensa        | Jorge González     |     |
| 14    | Defensa        | Óscar González     |     |
| 6     | Centrocampista | Arquímedes Figuera |     |
| 16    | Centrocampista | Vicente Suanno     | 46' |
| 8     | Centrocampista | Javier García      | 69' |
| 21    | Centrocampista | Edgar Pérez Greco  | 57' |
| 10    | Delantero      | Gustavo Rojas      |     |
| 18    | Delantero      | Fredys Arrieta     |     |
| D. T. | D. T.          | Leonardo González  |     |

| 10 | Centrocampista | Jacobo Kouffaty | 50' |
| 27 | Defensa        | Luís Colmenárez | 57' |
| 20 | Defensa        | Darwin Gómez    | 73' |

| 23 | Delantero      | Matías Manzano  | 46' |
| 2  | Defensa        | Jhon Chacón     | 57' |
| 17 | Centrocampista | Óscar Hernández | 69' |

| 34' · 89' | Antonioni González Jesús Hernández |

| 18' · 63' · 86' | Oscar González Javier García Gustavo Rojas |

| 50' | Oscar González |

| Principal  | José Argote        |
| Asistentes | Carlos López       |
|            | Elbis Gómez        |
| Cuarto     | Orlando Bracamonte |
| Quinto     | Mervi Chacón       |

| 12    | Guardameta     | Eduardo Herrera    |     |
| 28    | Defensa        | Carlos Rivero      |     |
| 31    | Defensa        | Jorge Gómez        |     |
| 6     | Defensa        | Leonardo Falcón    |     |
| 25    | Defensa        | Daniel Carrillo    |     |
| 5     | Centrocampista | Antonioni González | 73' |
| 24    | Centrocampista | Homero Calderón    | 57' |
| 7     | Centrocampista | César González     |     |
| 23    | Centrocampista | José Caraballo     |     |
| 16    | Delantero      | Jesús Hernández    |     |
| 21    | Delantero      | Aníbal Rosales     | 50' |
| D. T. | D. T.          | Rafael Dudamel     |     |

| 25    | Guardameta     | Luis Rojas         |     |
| 26    | Defensa        | Victor Rivero      |     |
| 4     | Defensa        | Daniel Benítez     |     |
| 5     | Defensa        | Jorge González     |     |
| 14    | Defensa        | Óscar González     |     |
| 6     | Centrocampista | Arquímedes Figuera |     |
| 16    | Centrocampista | Vicente Suanno     | 46' |
| 8     | Centrocampista | Javier García      | 69' |
| 21    | Centrocampista | Edgar Pérez Greco  | 57' |
| 10    | Delantero      | Gustavo Rojas      |     |
| 18    | Delantero      | Fredys Arrieta     |     |
| D. T. | D. T.          | Leonardo González  |     |

| 10 | Centrocampista | Jacobo Kouffaty | 50' |
| 27 | Defensa        | Luís Colmenárez | 57' |
| 20 | Defensa        | Darwin Gómez    | 73' |

| 23 | Delantero      | Matías Manzano  | 46' |
| 2  | Defensa        | Jhon Chacón     | 57' |
| 17 | Centrocampista | Óscar Hernández | 69' |

| 34' · 89' | Antonioni González Jesús Hernández |

| 18' · 63' · 86' | Oscar González Javier García Gustavo Rojas |

| 50' | Oscar González |

| Principal  | José Argote        |
| Asistentes | Carlos López       |
|            | Elbis Gómez        |
| Cuarto     | Orlando Bracamonte |
| Quinto     | Mervi Chacón       |

| 12    | Guardameta     | Eduardo Herrera    |     |
| 28    | Defensa        | Carlos Rivero      |     |
| 31    | Defensa        | Jorge Gómez        |     |
| 6     | Defensa        | Leonardo Falcón    |     |
| 25    | Defensa        | Daniel Carrillo    |     |
| 5     | Centrocampista | Antonioni González | 73' |
| 24    | Centrocampista | Homero Calderón    | 57' |
| 7     | Centrocampista | César González     |     |
| 23    | Centrocampista | José Caraballo     |     |
| 16    | Delantero      | Jesús Hernández    |     |
| 21    | Delantero      | Aníbal Rosales     | 50' |
| D. T. | D. T.          | Rafael Dudamel     |     |

| 25    | Guardameta     | Luis Rojas         |     |
| 26    | Defensa        | Victor Rivero      |     |
| 4     | Defensa        | Daniel Benítez     |     |
| 5     | Defensa        | Jorge González     |     |
| 14    | Defensa        | Óscar González     |     |
| 6     | Centrocampista | Arquímedes Figuera |     |
| 16    | Centrocampista | Vicente Suanno     | 46' |
| 8     | Centrocampista | Javier García      | 69' |
| 21    | Centrocampista | Edgar Pérez Greco  | 57' |
| 10    | Delantero      | Gustavo Rojas      |     |
| 18    | Delantero      | Fredys Arrieta     |     |
| D. T. | D. T.          | Leonardo González  |     |

| 10 | Centrocampista | Jacobo Kouffaty | 50' |
| 27 | Defensa        | Luís Colmenárez | 57' |
| 20 | Defensa        | Darwin Gómez    | 73' |

| 23 | Delantero      | Matías Manzano  | 46' |
| 2  | Defensa        | Jhon Chacón     | 57' |
| 17 | Centrocampista | Óscar Hernández | 69' |

| 34' · 89' | Antonioni González Jesús Hernández |

| 18' · 63' · 86' | Oscar González Javier García Gustavo Rojas |

| 50' | Oscar González |

| Principal  | José Argote        |
| Asistentes | Carlos López       |
|            | Elbis Gómez        |
| Cuarto     | Orlando Bracamonte |
| Quinto     | Mervi Chacón       |

### Vuelta
| 25    | Guardameta     | Luís Rojas         |       |
| 22    | Defensa        | Victor Rivero      |       |
| 4     | Defensa        | Daniel Benítez     |       |
| 5     | Defensa        | Jorge González     |       |
| 13    | Defensa        | Jose Luis Granados |       |
| 6     | Centrocampista | Arquímedes Figuera |       |
| 16    | Centrocampista | Vicente Suanno     |       |
| 21    | Centrocampista | Edgar Pérez Greco  | 81'   |
| 23    | Centrocampista | Gustavo Rojas      | 90+1' |
| 9     | Delantero      | Matías Manzano     | 63'   |
| 18    | Delantero      | Fredys Arrieta     |       |
| D. T. | D. T.          | Leonardo González  |       |

| 12    | Guardameta     | Eduardo Herrera    |     |
| 27    | Defensa        | Luís Colmenárez    | 59' |
| 28    | Defensa        | Carlos Rivero      |     |
| 6     | Defensa        | Leonardo Falcón    |     |
| 25    | Defensa        | Daniel Carrillo    |     |
| 5     | Centrocampista | Antonioni González |     |
| 24    | Centrocampista | Homero Calderón    | 71' |
| 10    | Centrocampista | Jacobo Koufatty    | 63' |
| 7     | Centrocampista | César González     |     |
| 33    | Delantero      | Antonio Romero     |     |
| 16    | Delantero      | Jesús Hernández    |     |
| D. T. | D. T.          | Rafael Dudamel     |     |

| 20 | Centrocampista | Darwin González | 63'   |
| 15 | Defensa        | Edward Bracho   | 81'   |
| 2  | Defensa        | Jhon Chacón     | 90+1' |

| 31 | Defensa        | Jorge Gómez    | 59' |
| 20 | Centrocampista | Darwin Gómez   | 63' |
| 23 | Centrocampista | José Caraballo | 71' |

| 49' | Gustavo Rojas | 1:0 |

| 28' · 31' · 76' | Víctor Rivero Vicente Suanno Jorge González |

| 8' · 16' · 68' | Jacobo Kouffaty Antonioni González Homero Calderón |

| Principal  | Jesús Valenzuela   |
| Asistentes | Jorge Urrego       |
|            | Tulio Moreno       |
| Cuarto     | Joan Leal          |
| Quinto     | Claudio Lombardini |

| 25    | Guardameta     | Luís Rojas         |       |
| 22    | Defensa        | Victor Rivero      |       |
| 4     | Defensa        | Daniel Benítez     |       |
| 5     | Defensa        | Jorge González     |       |
| 13    | Defensa        | Jose Luis Granados |       |
| 6     | Centrocampista | Arquímedes Figuera |       |
| 16    | Centrocampista | Vicente Suanno     |       |
| 21    | Centrocampista | Edgar Pérez Greco  | 81'   |
| 23    | Centrocampista | Gustavo Rojas      | 90+1' |
| 9     | Delantero      | Matías Manzano     | 63'   |
| 18    | Delantero      | Fredys Arrieta     |       |
| D. T. | D. T.          | Leonardo González  |       |

| 12    | Guardameta     | Eduardo Herrera    |     |
| 27    | Defensa        | Luís Colmenárez    | 59' |
| 28    | Defensa        | Carlos Rivero      |     |
| 6     | Defensa        | Leonardo Falcón    |     |
| 25    | Defensa        | Daniel Carrillo    |     |
| 5     | Centrocampista | Antonioni González |     |
| 24    | Centrocampista | Homero Calderón    | 71' |
| 10    | Centrocampista | Jacobo Koufatty    | 63' |
| 7     | Centrocampista | César González     |     |
| 33    | Delantero      | Antonio Romero     |     |
| 16    | Delantero      | Jesús Hernández    |     |
| D. T. | D. T.          | Rafael Dudamel     |     |

| 20 | Centrocampista | Darwin González | 63'   |
| 15 | Defensa        | Edward Bracho   | 81'   |
| 2  | Defensa        | Jhon Chacón     | 90+1' |

| 31 | Defensa        | Jorge Gómez    | 59' |
| 20 | Centrocampista | Darwin Gómez   | 63' |
| 23 | Centrocampista | José Caraballo | 71' |

| 49' | Gustavo Rojas | 1:0 |

| 28' · 31' · 76' | Víctor Rivero Vicente Suanno Jorge González |

| 8' · 16' · 68' | Jacobo Kouffaty Antonioni González Homero Calderón |

| Principal  | Jesús Valenzuela   |
| Asistentes | Jorge Urrego       |
|            | Tulio Moreno       |
| Cuarto     | Joan Leal          |
| Quinto     | Claudio Lombardini |

| 25    | Guardameta     | Luís Rojas         |       |
| 22    | Defensa        | Victor Rivero      |       |
| 4     | Defensa        | Daniel Benítez     |       |
| 5     | Defensa        | Jorge González     |       |
| 13    | Defensa        | Jose Luis Granados |       |
| 6     | Centrocampista | Arquímedes Figuera |       |
| 16    | Centrocampista | Vicente Suanno     |       |
| 21    | Centrocampista | Edgar Pérez Greco  | 81'   |
| 23    | Centrocampista | Gustavo Rojas      | 90+1' |
| 9     | Delantero      | Matías Manzano     | 63'   |
| 18    | Delantero      | Fredys Arrieta     |       |
| D. T. | D. T.          | Leonardo González  |       |

| 12    | Guardameta     | Eduardo Herrera    |     |
| 27    | Defensa        | Luís Colmenárez    | 59' |
| 28    | Defensa        | Carlos Rivero      |     |
| 6     | Defensa        | Leonardo Falcón    |     |
| 25    | Defensa        | Daniel Carrillo    |     |
| 5     | Centrocampista | Antonioni González |     |
| 24    | Centrocampista | Homero Calderón    | 71' |
| 10    | Centrocampista | Jacobo Koufatty    | 63' |
| 7     | Centrocampista | César González     |     |
| 33    | Delantero      | Antonio Romero     |     |
| 16    | Delantero      | Jesús Hernández    |     |
| D. T. | D. T.          | Rafael Dudamel     |     |

| 20 | Centrocampista | Darwin González | 63'   |
| 15 | Defensa        | Edward Bracho   | 81'   |
| 2  | Defensa        | Jhon Chacón     | 90+1' |

| 31 | Defensa        | Jorge Gómez    | 59' |
| 20 | Centrocampista | Darwin Gómez   | 63' |
| 23 | Centrocampista | José Caraballo | 71' |

| 49' | Gustavo Rojas | 1:0 |

| 28' · 31' · 76' | Víctor Rivero Vicente Suanno Jorge González |

| 8' · 16' · 68' | Jacobo Kouffaty Antonioni González Homero Calderón |

| Principal  | Jesús Valenzuela   |
| Asistentes | Jorge Urrego       |
|            | Tulio Moreno       |
| Cuarto     | Joan Leal          |
| Quinto     | Claudio Lombardini |

| 25    | Guardameta     | Luís Rojas         |       |
| 22    | Defensa        | Victor Rivero      |       |
| 4     | Defensa        | Daniel Benítez     |       |
| 5     | Defensa        | Jorge González     |       |
| 13    | Defensa        | Jose Luis Granados |       |
| 6     | Centrocampista | Arquímedes Figuera |       |
| 16    | Centrocampista | Vicente Suanno     |       |
| 21    | Centrocampista | Edgar Pérez Greco  | 81'   |
| 23    | Centrocampista | Gustavo Rojas      | 90+1' |
| 9     | Delantero      | Matías Manzano     | 63'   |
| 18    | Delantero      | Fredys Arrieta     |       |
| D. T. | D. T.          | Leonardo González  |       |

| 12    | Guardameta     | Eduardo Herrera    |     |
| 27    | Defensa        | Luís Colmenárez    | 59' |
| 28    | Defensa        | Carlos Rivero      |     |
| 6     | Defensa        | Leonardo Falcón    |     |
| 25    | Defensa        | Daniel Carrillo    |     |
| 5     | Centrocampista | Antonioni González |     |
| 24    | Centrocampista | Homero Calderón    | 71' |
| 10    | Centrocampista | Jacobo Koufatty    | 63' |
| 7     | Centrocampista | César González     |     |
| 33    | Delantero      | Antonio Romero     |     |
| 16    | Delantero      | Jesús Hernández    |     |
| D. T. | D. T.          | Rafael Dudamel     |     |

| 20 | Centrocampista | Darwin González | 63'   |
| 15 | Defensa        | Edward Bracho   | 81'   |
| 2  | Defensa        | Jhon Chacón     | 90+1' |

| 31 | Defensa        | Jorge Gómez    | 59' |
| 20 | Centrocampista | Darwin Gómez   | 63' |
| 23 | Centrocampista | José Caraballo | 71' |

| 49' | Gustavo Rojas | 1:0 |

| 28' · 31' · 76' | Víctor Rivero Vicente Suanno Jorge González |

| 8' · 16' · 68' | Jacobo Kouffaty Antonioni González Homero Calderón |

| Principal  | Jesús Valenzuela   |
| Asistentes | Jorge Urrego       |
|            | Tulio Moreno       |
| Cuarto     | Joan Leal          |
| Quinto     | Claudio Lombardini |

| Campeón                                                          |
| Deportivo La Guaira 2º título Clasifica a Copa Sudamericana 2016 |

## Goleadores
| Pos. | Jugador            | Equipo                   | Goles | PJ | Prom |
| ---- | ------------------ | ------------------------ | ----- | -- | ---- |
| 1.°  | Gustavo Britos     | Trujillanos FC           | 5     | 2  | 2.5  |
| 2.°  | Wender Cermeño     | Petroleros de Anzoátegui | 5     | 4  | 1.25 |
| 3.°  | Luis José Castillo | Deportivo Anzoátegui     | 4     | 4  | 1.00 |
| 4.°  | Jacobo Kouffaty    | Deportivo Lara           | 4     | 5  | 0.80 |
| 5.°  | Richard Blanco     | Mineros de Guayana       | 2     | 4  | 0.50 |

## Estadísticas
Fecha de Actualización: 31 de octubre de 2015
| Equipo | Equipo                   | Pts | PJ | PG | PE | PP | GF | GC | Dif | Rend   |
| ------ | ------------------------ | --- | -- | -- | -- | -- | -- | -- | --- | ------ |
| 1      | Deportivo La Guaira      | 18  | 8  | 5  | 3  | 0  | 12 | 3  | 9   | 75%    |
| 2      | Deportivo Lara           | 17  | 10 | 5  | 2  | 3  | 15 | 13 | 2   | 56.66% |
| 3      | Carabobo FC              | 16  | 8  | 5  | 1  | 2  | 19 | 14 | 5   | 66.66% |
| 4      | Deportivo Anzoátegui     | 14  | 6  | 4  | 2  | 0  | 12 | 4  | 8   | 77.77% |
| 5      | Caracas FC               | 10  | 6  | 3  | 1  | 2  | 10 | 6  | 4   | 55.55% |
| 6      | Trujillanos FC           | 9   | 4  | 3  | 0  | 1  | 10 | 4  | 6   | 75%    |
| 7      | Zamora FC                | 9   | 6  | 2  | 3  | 1  | 7  | 5  | 2   | 50%    |
| 8      | Tucanes de Amazonas      | 9   | 8  | 2  | 4  | 2  | 7  | 10 | -3  | 37.5%  |
| 9      | Monagas SC               | 7   | 4  | 2  | 1  | 1  | 7  | 5  | 2   | 58.33% |
| 10     | Estudiantes de Mérida    | 7   | 6  | 2  | 1  | 3  | 7  | 7  | 0   | 38.88% |
| 11     | Llaneros de Guanare      | 7   | 6  | 2  | 1  | 3  | 5  | 8  | -3  | 38.88% |
| 12     | Mineros de Guayana       | 6   | 4  | 2  | 0  | 2  | 6  | 4  | 2   | 50%    |
| 13     | Petroleros de Anzoátegui | 6   | 4  | 2  | 0  | 2  | 7  | 7  | 0   | 50%    |
| 14     | Ureña SC                 | 6   | 4  | 2  | 0  | 2  | 4  | 8  | -4  | 50%    |
| 15     | Aragua FC                | 5   | 4  | 1  | 2  | 1  | 3  | 2  | 1   | 41.66% |
| 16     | Academia Puerto Cabello  | 5   | 4  | 1  | 2  | 1  | 7  | 7  | 0   | 41.66% |
| 17     | Atlético Venezuela       | 5   | 4  | 1  | 2  | 1  | 3  | 3  | 0   | 41.66% |
| 18     | Portuguesa FC            | 4   | 4  | 1  | 1  | 2  | 2  | 2  | 0   | 33.33% |
| 19     | Deportivo JBL            | 4   | 4  | 1  | 1  | 2  | 4  | 5  | -1  | 33.33% |
| 20     | UA Falcón                | 4   | 4  | 1  | 1  | 2  | 3  | 4  | -1  | 33.33% |
| 21     | Arroceros de Calabozo    | 4   | 4  | 1  | 1  | 2  | 1  | 3  | -2  | 33.33% |
| 22     | REDI Colon               | 3   | 2  | 1  | 0  | 1  | 3  | 3  | 0   | 50%    |
| 23     | Zulia FC                 | 3   | 2  | 1  | 0  | 1  | 2  | 2  | 0   | 50%    |
| 24     | Potros de Barinas        | 3   | 2  | 1  | 0  | 1  | 2  | 2  | 0   | 50%    |
| 25     | UCV FC                   | 3   | 2  | 1  | 0  | 1  | 1  | 1  | 0   | 50%    |
| 26     | Deportivo Táchira        | 3   | 2  | 1  | 0  | 0  | 3  | 4  | -1  | 50%    |
| 27     | Gran Valencia            | 3   | 2  | 1  | 0  | 1  | 1  | 2  | -1  | 50%    |
| 28     | Yaracuyanos FC           | 2   | 2  | 0  | 2  | 0  | 3  | 3  | 0   | 33.33% |
| 29     | Estudiantes de Caracas   | 1   | 2  | 0  | 1  | 1  | 1  | 2  | -1  | 16.66% |
| 30     | Policía de Lara          | 1   | 2  | 0  | 1  | 1  | 1  | 2  | -1  | 16.66% |
| 31     | Metropolitanos FC        | 1   | 2  | 0  | 1  | 1  | 3  | 5  | -2  | 16.66% |
| 32     | Atlético Socopó          | 1   | 2  | 0  | 1  | 1  | 1  | 3  | -2  | 16.66% |
| 33     | Petare FC                | 1   | 2  | 0  | 1  | 1  | 0  | 2  | -2  | 16.66% |
| 34     | Atlético El Vigía        | 0   | 2  | 0  | 0  | 2  | 2  | 4  | -2  | 0%     |
| 35     | Angostura FC             | 0   | 2  | 0  | 0  | 2  | 1  | 6  | -5  | 0%     |
| 36     | Margarita FC             | 0   | 2  | 0  | 0  | 2  | 0  | 5  | -5  | 0%     |
| 37     | Diamantes de Guayana     | 0   | 2  | 0  | 0  | 2  | 0  | 5  | -5  | 0%     |